# Claude Petit (homme politique)
Pour les articles homonymes, voir Claude Petit et Petit.
Claude Petit, né le 9 janvier 1871 à Sidi Bel Abbès (Algérie) et mort le 9 novembre 1966, est un homme politique français.
Il est député d'Oran de 1919 à 1928.

## Sources
- « Claude Petit (homme politique) », dans le Dictionnaire des parlementaires français (1889-1940), sous la direction de Jean Jolly, PUF, 1960 [détail de l’édition]